# 克拉维纽斯
克拉维纽斯是巴西圣保罗州的一个市镇。总面积311.341平方公里，总人口30849人，人口密度99.1人/平方公里。